# Àstrid Bergès-Frisbey
Àstrid Bergès-Frisbey (Barcelona, 26 mei 1986) is een Frans-Spaans actrice en model. Ze is bekend geworden door haar rol in Pirates of the Caribbean: On Stranger Tides als zeemeermin Syrena.

## Levensloop en carrière
Àstrid Bergès-Frisbey is geboren in Barcelona, ze heeft een Spaanse vader en een Frans-Amerikaanse moeder. Haar familie verhuisde naar Frankrijk toen ze vijf jaar oud was. Ze spreekt vloeiend Spaans, Catalaans en Frans, tevens spreekt ze Engels. Ze maakte haar acteerdebuut in 2007 op de Franse televisie. In 2008 speelde ze in de film The Sea Wall. In 2010 is ze begonnen met modellenwerk voor French Connection.

## Filmografie
| Jaar | Titel                                       | Rol                   | Opmerking                |
| ---- | ------------------------------------------- | --------------------- | ------------------------ |
| 2007 | Sur le fil                                  | Marie Sertissian      | Tv-serie; 3 afleveringen |
| 2007 | Divine Émilie                               | Marquise de Boufflers | Tv-film                  |
| 2008 | Elles et moi                                | Young Isabel          | Tv mini-serie            |
| 2008 | The Sea Wall                                | Suzanne               |                          |
| 2009 | La première étoile                          | Juliette              |                          |
| 2009 | La reine morte                              | The infanta           | Tv-film                  |
| 2010 | Bruc. El desafío                            | Gloria                |                          |
| 2011 | La Fille du puisatier                       | Patricia Amoretti     |                          |
| 2011 | Pirates of the Caribbean: On Stranger Tides | Syrena                |                          |
| 2012 | El Sexo de los Ángeles                      | Carla                 |                          |
| 2013 | Juliette                                    | Juliette Karsenty     |                          |
| 2014 | I Origins                                   | Sofi                  |                          |
| 2015 | Alaska                                      | Nadine                |                          |
| 2017 | King Arthur: Legend of the Sword            | The Mage              |                          |
| 2020 | L'autre                                     | Marie                 |                          |
| 2021 | Way Down                                    | Lorraine              |                          |
| 2024 | Cuckoo                                      | Ed                    |                          |

- Biblioteca Nacional de España: XX5277361
- Bibliothèque nationale de France: cb161888437 (data)
- Catàleg d'autoritats de noms i títols de Catalunya: 981058518755206706
- Gemeinsame Normdatei: 1140244019
- International Standard Name Identifier: 0000 0001 3197 9635
- Library of Congress Control Number: no2010009901
- Système universitaire de documentation: 137717830
- Virtual International Authority File: 296920318
- WorldCat: E39PBJtcMjDpX8w8YwMkybXfMP